# Liste der Kulturdenkmale in der Provinz Lüttich
Dies ist eine Liste der Kulturdenkmale in der belgischen Provinz Lüttich, geordnet nach Gemeinden.

## Liste
| - Liste der Kulturdenkmale in Amay - Liste der Kulturdenkmale in Amel - Liste der Kulturdenkmale in Ans - Liste der Kulturdenkmale in Anthisnes - Liste der Kulturdenkmale in Aubel - Liste der Kulturdenkmale in Awans - Liste der Kulturdenkmale in Aywaille - Liste der Kulturdenkmale in Baelen - Liste der Kulturdenkmale in Berloz - Liste der Kulturdenkmale in Beyne-Heusay - Liste der Kulturdenkmale in Bassenge - Liste der Kulturdenkmale in Blegny - Liste der Kulturdenkmale in Waremme - Liste der Kulturdenkmale in Braives - Liste der Kulturdenkmale in Burdinne - Liste der Kulturdenkmale in Burg-Reuland - Liste der Kulturdenkmale in Büllingen - Liste der Kulturdenkmale in Bütgenbach - Liste der Kulturdenkmale in Chaudfontaine - Liste der Kulturdenkmale in Clavier - Liste der Kulturdenkmale in Comblain-au-Pont - Liste der Kulturdenkmale in Crisnée - Liste der Kulturdenkmale in Dalhem - Liste der Kulturdenkmale in Dison - Liste der Kulturdenkmale in Donceel - Liste der Kulturdenkmale in Engis - Liste der Kulturdenkmale in Esneux - Liste der Kulturdenkmale in Eupen | - Liste der Kulturdenkmale in Faimes - Liste der Kulturdenkmale in Ferrières - Liste der Kulturdenkmale in Fexhe-le-Haut-Clocher - Liste der Kulturdenkmale in Flémalle - Liste der Kulturdenkmale in Fléron - Liste der Kulturdenkmale in Geer - Liste der Kulturdenkmale in Grâce-Hollogne - Liste der Kulturdenkmale in Hamoir - Liste der Kulturdenkmale in Hannut - Liste der Kulturdenkmale in Héron - Liste der Kulturdenkmale in Herstal - Liste der Kulturdenkmale in Herve - Liste der Kulturdenkmale in Huy - Liste der Kulturdenkmale in Jalhay - Liste der Kulturdenkmale in Juprelle - Liste der Kulturdenkmale in Kelmis - Liste der Kulturdenkmale in Lierneux - Liste der Kulturdenkmale in Lincent - Liste der Kulturdenkmale in Limbourg - Liste der Kulturdenkmale in Lontzen - Liste der Kulturdenkmale in Lüttich - Liste der Kulturdenkmale in Malmedy - Liste der Kulturdenkmale in Marchin - Liste der Kulturdenkmale in Modave - Liste der Kulturdenkmale in Nandrin - Liste der Kulturdenkmale in Neupré - Liste der Kulturdenkmale in Oreye - Liste der Kulturdenkmale in Olne | - Liste der Kulturdenkmale in Ouffet - Liste der Kulturdenkmale in Oupeye - Liste der Kulturdenkmale in Pepinster - Liste der Kulturdenkmale in Plombières - Liste der Kulturdenkmale in Raeren - Liste der Kulturdenkmale in Remicourt - Liste der Kulturdenkmale in Saint-Georges-sur-Meuse - Liste der Kulturdenkmale in Saint-Nicolas - Liste der Kulturdenkmale in Sankt Vith - Liste der Kulturdenkmale in Seraing - Liste der Kulturdenkmale in Soumagne - Liste der Kulturdenkmale in Spa - Liste der Kulturdenkmale in Sprimont - Liste der Kulturdenkmale in Stavelot - Liste der Kulturdenkmale in Stoumont - Liste der Kulturdenkmale in Theux - Liste der Kulturdenkmale in Thimister-Clermont - Liste der Kulturdenkmale in Tinlot - Liste der Kulturdenkmale in Trois-Ponts - Liste der Kulturdenkmale in Trooz - Liste der Kulturdenkmale in Verlaine - Liste der Kulturdenkmale in Verviers - Liste der Kulturdenkmale in Villers-le-Bouillet - Liste der Kulturdenkmale in Wanze - Liste der Kulturdenkmale in Wasseiges - Liste der Kulturdenkmale in Weismes - Liste der Kulturdenkmale in Welkenraedt - Liste der Kulturdenkmale in Visé |